# 쿼타랩
쿼타랩(Quota Lab, Inc.)은 대한민국의 금융 인프라 기업이다.
쿼타랩은 벤처기업·스타트업·상장기업을 위한 증권 및 의결관리 플랫폼인 쿼타북과 투자사(General Partners 이하 GP)·출자사(Limited Partners 이하 LP)를 위한 투자 및 펀드관리 플랫폼인 로고스시스템을 운영한다. 쿼타랩은 비상장주식 자본시장의 선진화와 활성화를 위한 디지털 혁신에 앞장서며 금융 서비스의 투명성과 효율성을 높이고 있다.
쿼타랩은 금융 데이터를 실시간으로 모니터링하고 분석하는 기술을 제공하여, 금융 기관·투자자·기타 금융 전문가가 기업 경영과 관련한 더 나은 의사결정을 할 수 있도록 지원한다.
2025년 기준 쿼타랩은 23,000개 이상의 기업과 110조 원 규모의 자산을 관리하고 있다. 또한 싱가포르, 베트남, 인도, 말레이시아 등 11개국으로 사업을 확장하며 글로벌 고객을 유치했다. 본사는 서울특별시 강남구에 위치하고 있으며, 최고경영자는 최동현이다.

## 주요 역할
쿼타랩은 모든 기업·투자사(GP)·출자자(LP)의 자본 흐름을 연결하여 금융 기관들이 자본시장을 효과적으로 이해하고 대응할 수 있는 인프라를 구축하는 것을 목표로 한다.

### 벤처금융 데이터의 표준화 및 디지털화
- 증권 및 투자 데이터 실시간 관리
- 기업경영의 투명성 제고를 통한 시장 신뢰도 향상 및 기업 밸류업
- 벤처투자·펀드운영 체계성 확보로 시장 신뢰도 및 수익률 제고

### 비상장주식 사기 방지 및 안전한 벤처투자 환경 조성
- 주주명부 및 주권미발행확인서 서비스를 통해 벤처·스타트업의 주식 발행과 관련된 범죄 및 분쟁 예방[2]

### 사회공헌 활동
- 벤처 및 스타트업 경영과 투자 지식 정보 및 노하우 공유

## 사업 영역

### 기업의 증권‧의결‧보고 관리 솔루션
- 벤처기업 증권 관리: 주식 및 채권의 이력 및 권리 계약 관리
- 임직원 주식형보상 관리: 스톡옵션, RSU, 팬텀스톡 등 임직원과 함께 부여 및 행사 내역 등을 클라우드로 관리
- 의결ㆍ보고 및 사후 관리: 주총, 이사회, 투자계약서 상 동의권, 영업보고 등 의결 정보 및 보고 사항을 한 곳에서 통합 관리

### 투자자 및 출자자의 펀드‧투자 관리 솔루션
- 투자자(GP) 펀드 관리: 투자검토 및 회수, 출자 및 배분 등 펀드 결성부터 청산까지 관리하는 종합 ERP 솔루션 및 클라우드 서비스
- 벤처투자펀드 운용지시 및 회계: 수탁사와의 운용지시 연계 및 내부 조합회계 처리
- 출자자(LP) 모펀드 관리: 조합 선정 및 수익률 관리, 조합 운용 전자보고 등 모펀드 운영에 최적화된 시스템

## 주요 서비스
쿼타랩은 증권·투자·펀드 등 벤처‧스타트업 자본 관리를 위한 서비스를 제공한다.

### 기업 대상 서비스
- 주식 채권 발행: 주식 및 채권 발행 내역의 전자 관리
- 주식기준보상: 임직원 스톡옵션·RSU·가상주식 세부 내역 관리
- 의결: 주주총회 및 이사회·동의사항 지원
- 영업보고: 사업현황·인력사항·재무정보 등의 투자자 보고 지원
- 전문 파트너 서비스: 법무검토·시가평가·법인등기 등 연계 서비스 지원

### 투자사(GP) 대상 서비스
- 투자 내역 관리: 재원별 투자 내역 및 회수·감액·평가·변동 내역 관리
- 딜 CRM: 투자 검토 건의 기록 및 관리
- 포트폴리오 영업보고: 영업보고 요청 및 기업 정보 내역 취합
- 의결 처리: 주주총회 및 동의사항 의결 처리와 내부 전자결재 지원
- 기업 시스템 연동: 포트폴리오 증권 내역 및 기업 정보 실시간 연동
- 변동사항 모니터링: 포트폴리오 관련 공개정보를 상시 수집 및 변동내역 알림

### 출자사(LP) 대상 서비스
- 모펀드 운용: 모펀드 개요 정보 및 운용 현황 관리
- 회계 및 자금 관리: 모펀드 및 자펀드의 출자, 배분 예상액과 현금흐름 관리
- 포트폴리오 영업보고: 맞춤형 통계 자료 추출
- 의결 처리: 자펀드 출자사업 공고·선정·결성
- 기업 시스템 연동: 조합총회 등의 행정 사항 통지 및 사업현황 보고
- 변동사항 모니터링: 운용사 및 펀드별 투자내역과 운용 현황 모니터링

## 금융 데이터 기반 기술 경영

### 클라우드 안정성
- AWS 클라우드를 통해 쿠버네티스 기반의 컨테이너 환경을 구축하여 서비스의 안정적 접근을 지원

### 정보 보안
- 국제 정보보안 인증인 ISO/IEC 27001:2022를 보유하여 클라우드 환경에서 최상의 정보 보안을 유지

### 서비스 품질 관리
- 24시간 모니터링 및 대응 시스템을 구축하여 서비스 품질을 관리

## 기업 구조
2023년, 쿼타랩은 (주)로고스시스템을 인수했다.
이 인수는 쿼타랩이 이전 라운드에서 받은 투자금과 TS인베스트먼트의 M&A 펀드를 통해 이루어졌으며, 인수 금액은 약 200억~300억 원으로 추정된다. 이를 통해 쿼타랩은 벤처·스타트업을 포함한 모든 기업, 투자사(GP), 출자사(LP)를 아우르는 비상장 금융 플랫폼을 구축하고, 상호 커뮤니케이션 및 데이터 관리의 부담을 해소할 계획이다.

## 같이 보기
- 쿼타북